# Ara (peixe)
O ara (Niphon spinosus), também conhecido como perca-das-filipinas ou robalo-filipino, é um peixe de médio porte de água salgada nativo do Pacífico Ocidental, pertencente a família Serranidae (garoupas e anthias). Único membro do gênero Niphon e da subfamília Niphoninae, alguns autores o consideram em uma família separada, Niphonidae.

## Etimologia
Niphon vem do grego "niphoo", que significa "nevar". O nome "ara" vem do japonês e do tagalog, que é o nome comum desse peixe na região do Pacífico Ocidental.

## Biologia
É um peixe de médio porte, de clima tropical que habita profundidades entre 100 a 200 m. Vivem em recifes rochosos, próximos ao leito oceânico, onde caçam pequenos peixes e crustáceos. Muitos o consideram venenoso, por causa de seus espinhos nas barbatanas dorsais, mas é uma espécie que não possui glândulas de veneno, sendo muito pacífico com os mergulhadores.

## Distribuição
Os aras são nativos do Pacífico Ocidental, sendo encontrado principalmente nas Filipinas, Japão e águas costeiras de Taiwan.